# Pedro de Guevara
Pedro de Guevara (Belorado, provincia de Burgos, mediados del siglo XVI- Madrid, 21 de septiembre de 1611), filósofo español, representante en Castilla del lulismo.

## Biografía
Estudió Teología, materia en la que se licenció, probablemente en Alcalá de Henares, cuya universidad contaba con un importante núcleo de lulistas o seguidores del filósofo y lógico franciscano medieval catalán Raimundo Lulio, grupo creado en torno a Nicolás de Pax y protegido por el Cardenal Francisco Ximénez de Cisneros. Ya ordenado sacerdote, se incorporó a la Corte de Felipe II como maestro de sus hijas Isabel Clara Eugenia y Catalina Micaela. También colaboró en la Academia matemático-filosófica creada por el propio monarca bajo la tutela de Juan de Herrera, para la que tradujo algunas obras de Lulio, "Doctor Iluminado".

## Obras
- Escala de entendimiento: en la qual se declaran las tres artes del licenciado Pedro de Gueuara, de gramatica, dialéctica, retorica, y la vniuersal, para todas las sciencias. Dedicada a la serenissima Infante de Castilla doña Ysabel Clara Eugenia de Austria. Madrid: por Pedro Madrigal, 1593.
- Ramon Llull, Breve y sumaria declaracion de la Arte general por Pedro de Guevara, Madrid: Pedro Madrigal, [1586]
- Arte general y breve, en dos instrumentos, para todas las sciencias Madrid: herederos de Alonso Gómez, 1584; se reimprimió más tarde como Arte general para todas las sciencias en dos instrumentos: recopilada del Arte magna y Arbor scientiae del Doctor Raymundo Lull, Madrid: Pedro Madrigal, 1586.
- Nueva y sutil inuencion, en seys instrumentos, intitulado Juego y exercicio de letras de las serenissimas Infantas doña Ysabel y doña Catalina de Austria: con la qual facilisimamente y en muy breue tiempo, se aprenderá todo el artificio, y estilo de las gramaticas, que hasta agora se han compuesto, y se compusieren de aquí adelante. Madrid: herederos de Alonso Gómez, [1581]
- Escala del entendimiento: en la qual se declaran las tres artes de gramatica, dialéctica, retorica, y la universal, para todas las sciencias. Madrid: P. Madrigal, 1593.